# 松崎町 (大阪市)
松崎町（まつざきちょう）は、大阪府大阪市阿倍野区にある町名。現行行政地名は松崎町一丁目から松崎町四丁目。

## 地理
阿倍野区の北東部に位置し、東の北側に三明町、南側に文の里、西に阿倍野筋、南に阪南町、北に天王寺区南河堀町と接している。

## 歴史

### 沿革
はじめ1 - 2丁目、1951年（昭和26年）から1 - 4丁目がある。
- 1929年（昭和4年）、大阪市住吉区天王寺町の一部より成立。
- 1943年（昭和18年）、分区により阿倍野区の所属となる。一部が天王寺区松崎1丁目となる。
- 1967年（昭和42年）、一部が阿倍野筋1 - 5丁目となる[5]。

## 世帯数と人口
2024年（令和6年）9月30日現在の世帯数と人口は以下の通りである。
| 丁目         | 世帯数    | 人口    |
| ------------ | --------- | ------- |
| 松崎町一丁目 | 115世帯   | 155人   |
| 松崎町二丁目 | 2,046世帯 | 3,901人 |
| 松崎町三丁目 | 1,709世帯 | 3,422人 |
| 松崎町四丁目 | 783世帯   | 1,559人 |
| 計           | 4,653世帯 | 9,037人 |

### 人口の変遷
国勢調査による人口の推移。
| 1995年（平成7年）  | 5,966人 | [ 6 ]  |  |
| 2000年（平成12年） | 7,119人 | [ 7 ]  |  |
| 2005年（平成17年） | 7,034人 | [ 8 ]  |  |
| 2010年（平成22年） | 8,380人 | [ 9 ]  |  |
| 2015年（平成27年） | 8,920人 | [ 10 ] |  |
| 2020年（令和2年）  | 9,197人 | [ 11 ] |  |

### 世帯数の変遷
国勢調査による世帯数の推移。
| 1995年（平成7年）  | 2,612世帯 | [ 6 ]  |  |
| 2000年（平成12年） | 3,184世帯 | [ 7 ]  |  |
| 2005年（平成17年） | 3,078世帯 | [ 8 ]  |  |
| 2010年（平成22年） | 3,927世帯 | [ 9 ]  |  |
| 2015年（平成27年） | 4,102世帯 | [ 10 ] |  |
| 2020年（令和2年）  | 4,382世帯 | [ 11 ] |  |

## 学区
市立小・中学校に通う場合、学区は以下の通りとなる。なお、小学校・中学校入学時に学校選択制度を導入しており、通学区域以外に阿倍野区の小学校（自宅から概ね2km以内）・中学校から選択することも可能。
| 丁目         | 番   | 小学校             | 中学校               |
| ------------ | ---- | ------------------ | -------------------- |
| 松崎町一丁目 | 全域 | 大阪市立常盤小学校 | 大阪市立文の里中学校 |
| 松崎町二丁目 | 全域 | 大阪市立常盤小学校 | 大阪市立文の里中学校 |
| 松崎町三丁目 | 全域 | 大阪市立常盤小学校 | 大阪市立文の里中学校 |
| 松崎町四丁目 | 全域 | 大阪市立常盤小学校 | 大阪市立文の里中学校 |

## 事業所
2021年（令和3年）現在の経済センサス調査による事業所数と従業員数は以下の通りである。
| 丁目         | 事業所数  | 従業員数 |
| ------------ | --------- | -------- |
| 松崎町一丁目 | 28事業所  | 1,527人  |
| 松崎町二丁目 | 178事業所 | 2,154人  |
| 松崎町三丁目 | 98事業所  | 1,035人  |
| 松崎町四丁目 | 54事業所  | 518人    |
| 計           | 358事業所 | 5,234人  |

## 交通

### バス
- 大阪シティバス[15]
  - 1・5号系統：鉄道病院
  - 6号系統：鉄道病院 - 三明町一丁目 - 三明町二丁目
  - 48・52・80号系統：あべの橋
- 近鉄バス[16]
  - 上本町あべの橋線10・11番：あべの橋（あべのハルカス）
  - 上本町あべの橋線12番：あべの橋東口（あべのハルカス東口）

### 道路
- 大阪府道28号大阪高石線（あびこ筋）

## 施設
- 大阪市立常盤小学校
- 大阪市立常盤幼稚園
- 大阪鉄道病院
- 大阪市消防局 阿倍野消防署
- 辻調理師専門学校
- 辻製菓専門学校
- 関西外語専門学校
- 阿倍野松崎郵便局
- 曲田商店 本社（『とんかつKYK』の運営元）

## その他

### 日本郵便
- 〒545-0053[3]（集配局：阿倍野郵便局[17]）